# Бриккер, Лев Михайлович
Лев Михайлович Бриккер (1907—1941) — советский тренер по спортивной гимнастике. Мастер спорта СССР.

## Биография
Лев Михайлович Бриккер родился в 1907 году в Санкт-Петербурге. В 1933 году окончил Университет физкультуры им. Лесгафта. В 1933—1941 гг. преподавал в Университете им. Лесгафта (преподаватель, старший преподаватель). Также работал тренером по спортивной гимнастике в ДСО «Динамо» и ДСО Профсоюзов в Ленинграде.
В 1937 году за свои достижения на спортивном поприще был удостоен почётного звания «Мастер спорта СССР». За годы тренерской деятельности подготовил таких выдающихся спортсменов, как Михаил Касьяник, чемпион СССР, заслуженный мастер спорта СССР; Салим Ненмасов, призёр чемпионата СССР, чемпион соревнований Казахстана и Средней Азии; Павел Апыхтин, чемпион Ленинграда. Все трое из них впоследствии сами стали тренерами.
Погиб (или пропал без вести) во время Великой Отечественной войны в августе 1941 года в боях за Синявинские высоты близ Ленинграда. По некоторым сведениям, был захоронен в братской могиле примерно в той же местности. 

### Семья
Сын — Юрий Львович Бриккер (1935—2008), заслуженный тренер РСФСР по лёгкой атлетике, супруга — Антонина Алексеевна Бриккер, спортсменка (лёгкая атлетика) и тренер.